# 稻槎菜属
稻槎菜属（学名：Lapsana）是菊科下的一个属，为草本植物。该属共有9种，分布于东半球北温带。